# تشيت هيلمز
تشيت هيلمز (بالإنجليزية: Chet Helms)‏ هو مدير تنفيذي موسيقي ‏ أمريكي، ولد في 2 أغسطس 1942 في سانتا ماريا في الولايات المتحدة، وتوفي في 25 يونيو 2005 في سان فرانسيسكو في الولايات المتحدة بسبب التهاب كبدي.